# بخش کارولتون، منطقه فیلمور، مینه سوتا
بخش کارولتون (به انگلیسی: Carrollton Township) یک منطقهٔ مسکونی در ایالات متحده آمریکا است که در شهرستان فیلمور، مینه‌سوتا واقع شده‌است.
 بخش کارولتون ۹۸٫۲ کیلومتر مربع مساحت و ۳۲۱ نفر جمعیت دارد و ۳۳۱ متر بالاتر از سطح دریا واقع شده‌است.